# Осинцева (заимка)
Осинцева — упразднённая заимка в Черемховском районе Иркутской области России. Входила в состав Черемховского муниципального образования. Упразднена в 2004 году.

## География
Располагался между трассой Р255 «Сиби́рь» и железнодорожной веткой у одноимённого остановочного пункта Восточно-Сибирской железной дороги, в 1,5 км к западу от села Рысево.

## История
По данным на 1926 год заимка состояла из 26 хозяйств. В административном отношении входила в состав Черемховского сельсовета Черемховского района Иркутского округа Сибирского края.
Постановлением губернатора Иркутской области от 2 декабря 2004 года № 62-оз заимка исключена из учётных данных.

## Население
По данным переписи 1926 года на заимке проживало 127 человек (65 мужчин и 62 женщины), основное население — русские.
По данным переписи 2002 года на заимке отсутствовало постоянное население.